# 科扎切 (扎波罗热州)
48°0′56″N 35°40′38″E / 48.01556°N 35.67722°E
科扎切（烏克蘭語：Козаче）是位於烏克蘭東南部的村莊，由扎波羅熱州扎波羅熱区的米哈伊洛-盧卡舍韋市鎮負責管轄。該村始建於1923年，面積0.25平方公里，2001年人口66，人口密度每平方公里264人。